# Баде-нгизим

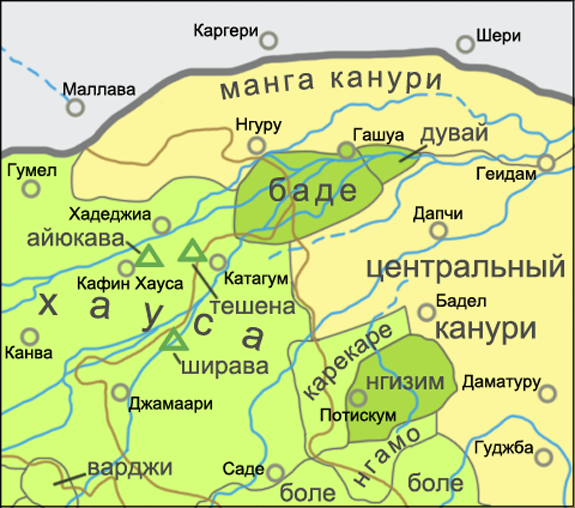
Ареал языков баде-нгизим

Баде-нгизим (также баде, языки группы B.1; англ. bade, west chadic B.1) — одна из трёх языковых групп подветви баучи-баде западночадской ветви чадской семьи. Область распространения — северо-восточные районы Нигерии (штат Йобе). Включает языки баде, нгизим, дувай, айюкава, ширава и тешена — три последних языка являются вымершими. Общая численность говорящих — около 341 400 человек.
Наряду с баде-нгизим в составе подветви баучи-баде также выделяют группы северные баучи и южные баучи.

## Классификация
Во всех классификациях чадских языков в состав группы баде-нгизим (или баде) включают одинаковый состав идиомов. При этом степень родства этих идиомов, их место в иерархии и языковой статус определяются в каждой из классификаций по-разному.
В классификации чадских языков, опубликованной в работе С. А. Бурлак и С. А. Старостина «Сравнительно-историческое языкознание», группа языков баде-нгизим включает языки баде, нгизим, дувай, айюкава и ширава.
В классификации, представленной в справочнике языков мира Ethnologue (автор — Пол Ньюман), группа баде-нгизим (баде, или группа B.1 — в терминологии справочника) разделена на две подгруппы (упоминаются только три живых языка):
- подгруппа дувай:
  - дувай;
- подгруппа баде (собственно баде):
  - баде с диалектами:
    - западный баде (амши, маагварам, магварам);
    - гашуа баде (мазгаруа);
    - южный баде (баде-кадо);

  - нгизим.

В классификации афразийских языков британского лингвиста Роджера Бленча в группа, именуемая баде, включает шесть идиомов: баде, дувай, нгизим, айюк (айюкава), шира (ширава) и тешена (тешенава). В ранних работах все шесть рассматривались как самостоятельные языки, позднее Роджер Бленч на основании анализа сохранившегося списка слов ширава отметил сильное сходство ширава и баде. Согласно его точки зрения, ширава был одним из диалектов языка баде.
В классификации чадских языков, опубликованной в лингвистическом энциклопедическом словаре в статье В. Я. Порхомовского «Чадские языки», в составе группы баде упоминаются три живых языка: баде, нгизим и дувай.
Чешский лингвист Вацлав Блажек объединяет в группу баде-нгизим языки баде, нгизим, дувай, шира и тешена:
По данным Рассела Шуха группа западночадских языков B.1 включает следующие языки и диалекты:
- дувай;
- нгизим-баде:
  - нгизим;
  - шира-баде:
    - баде:
      - гашуа-баде;
      - ширава;
      - южный баде;
      - западный баде;

    - шира:
      - айюкава;
      - тешенава.

## Лингвогеография

### Ареал и численность
В подгруппе баде-нгизим наиболее распространённым по численности носителей и по занимаемой территории является язык баде. Также баде выделяется в сравнении с языками дувай и нгизим как наиболее диалектно дробный.

### Социолингвистические сведения
Языки группы баде-нгизим достаточно сильно отличаются друг от друга и практически невзаимопонимаемы. При этом наиболее удалён от остальных язык дувай, а языки баде и нгизим более сходны друг с другом. Также значительны различия и между диалектами баде — некоторые исследователи считают, что данные диалекты можно назвать самостоятельными языками. Так, например, по утверждению Рассела Шуха, в ряде аспектов диалекты баде различаются между собой сильнее, чем с языком нгизим. Тем не менее, носители диалектов баде говорят о том, что могут понимать речь жителей других регионов территории расселения баде. Это может быть связано с наличием «пассивной диглоссии», которая сложилась в условиях длительных междиалектных контактов, вызванных географическим соседством, политическими, торговыми, культурными и прочими связями.